# Mangroves guinéennes
Localisation

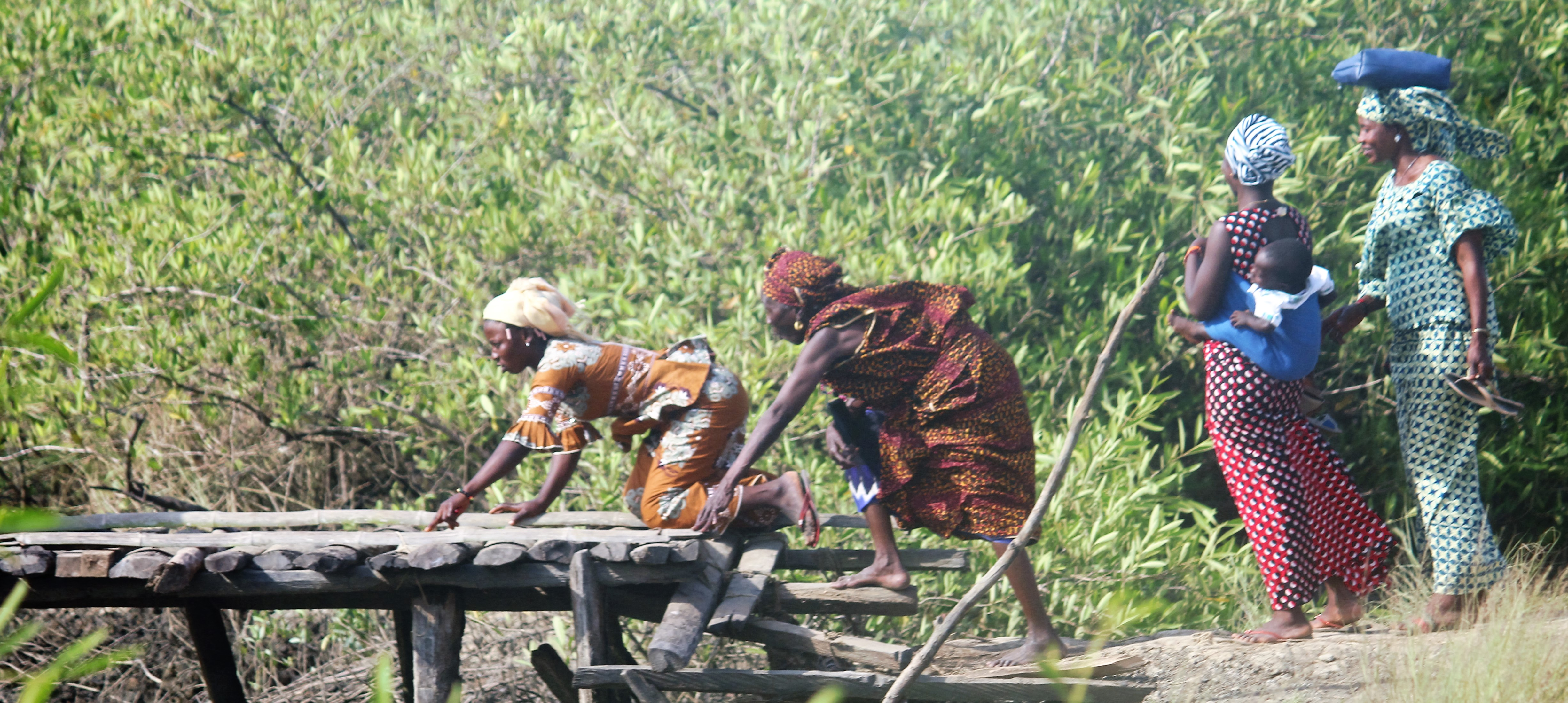
Pont traversant une mangrove a Kamsar

L'écorégion de Mangroves guinéennes est une des cinq écorégions de mangrove de l'écozone afrotropicale définies par le WWF. Cette écorégion s'étend des côtes du Sénégal au Dahomey Gap où elle se termine, à l'endroit même où commence l'influence du courant atlantique froid de Benguela, ce qui représente sept mangroves, non continues, au total. L'écologie de ce biome est caractérisée par une grande amplitude de marée, sur 25 m de hauteur, et des apports d'eau douce importants. Elle peut s'étendre sur 160 km à l'intérieur des terres comme en Gambie, le long des cours d'eau. Cette écorégion ne forme pas un habitat continu le long de la côte.

## Emplacement et description
On trouve des mangroves guinéennes : 
- Dans les deltas du fleuve Saloum et de la Casamance au Sénégal.
- Dans le bassin inférieur du fleuve Gambie.
- dans une grande partie de la côte de la Guinée-Bissau, y compris les fleuves Cacheu et Mansoa.
- À l'autre côté de la frontière dans le nord de la Guinée.
- Dans une grande partie de la côte de la Sierra Leone, y compris le fleuve Sherbro.

Les Palétuviers se développent sur les entrées côtières plates et les estuaires où les marées océaniques lavent l' eau chaude salée haute vers l'amont, dans cette écorégion jusqu'à 100 km, par exemple dans le fleuve Cacheu de la Guinée-Bissau. 

## Flore

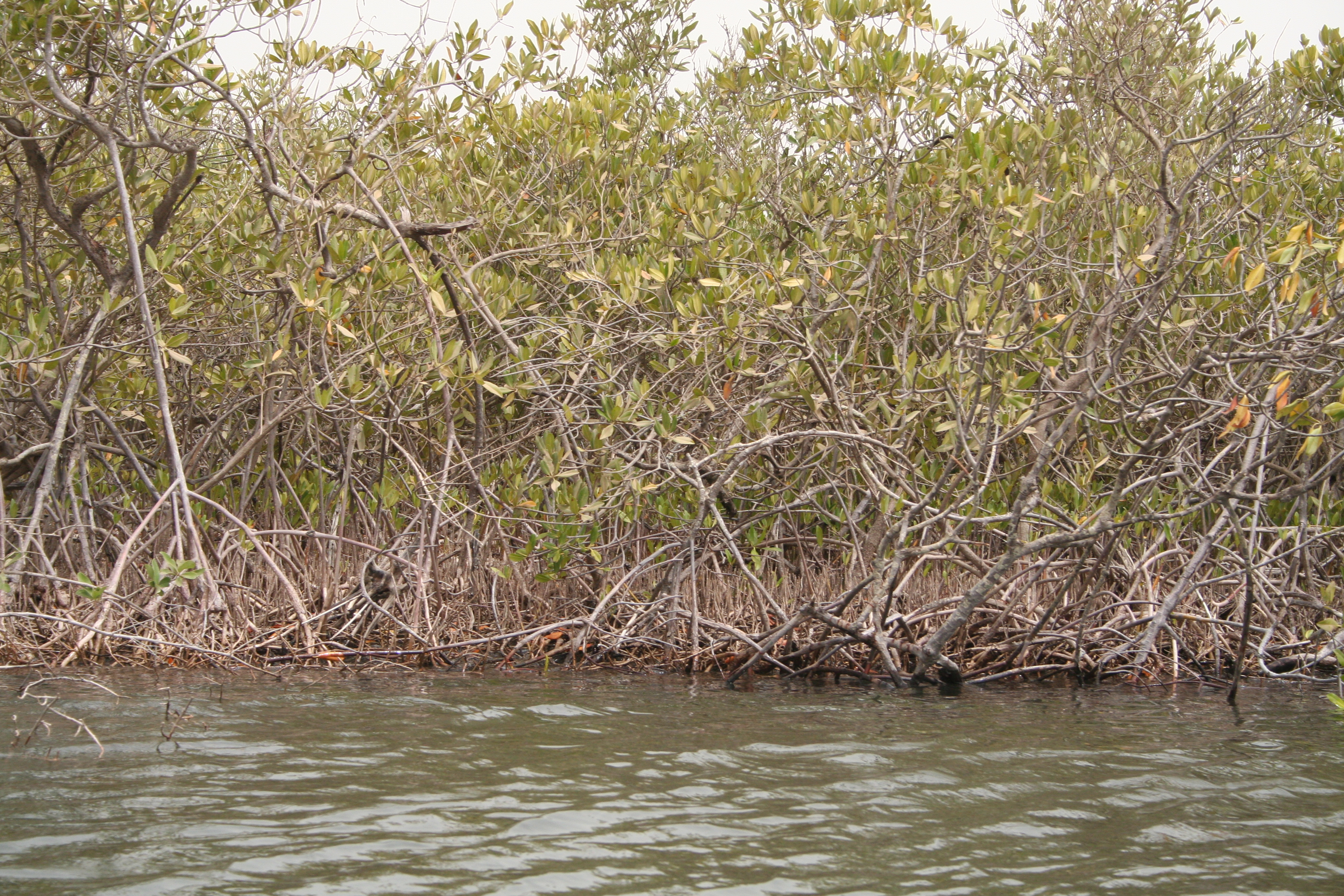
Rhizophora dans le Parc National du Delta du Saloum, au Sénégal.

Bien que plus étendues, les mangroves d'Afrique de l'Ouest sont relativement pauvres en espèces d'arbres en comparaison des mangroves d'Afrique de l'Est, en effet on y trouve seulement cinq à neuf espèces d'arbres.
Les mangroves ont une composition variée avec Rhizophora , Laguncularia racemosa et Conocarpus erectus atteignant jusqu'à 10 m de haut parmi de plus grandes zones de Rhizophora et Avicennia . Les arbres les plus hauts peuvent mesurer 40 m (130 pi) et forment l'équivalent de forêts galeries le long des ruisseaux, les vasières entre les ruisseaux ayant des arbres beaucoup plus courts. Les franges intérieures de la forêt sont recouvertes d'herbes, de fougères et de plantes qui aiment le sel. 
Elles ressemblent également davantage aux mangroves américaines qu'à celles d'Afrique de l'est. Cependant, la flore de l'écorégion n'est pas aussi riche en biodiversité que celle des forêts de mangrove d'Afrique de l'Est. 

## Faune
Elle abrite de nombreuses espèces d'espèces en danger comme le lamantin ouest-africain ou l'hippopotame pygmée, et aussi a une très importante quantité d'oiseaux migrateurs. Les mangroves sont des zones d'alimentation importantes pour les poissons, les oiseaux et les animaux. La faune marine comprend les huîtres et les crevettes. Les mammifères trouvés ici incluent le lamantin africain. Les oiseaux dans ces habitats humides comprennent Goliath héron, héron pourpré, héron garde-bœufs, héron strié, héron récif ouest, flamant rose, flamants nains, Spatule d' Afrique, et ibis sacrés africains.  Les forêts fournissent également un habitat important aux oiseaux migrateurs.

## Menaces et préservation
Ces mangroves sont menacées par le développement de l'urbanisation, la pollution agricole, le développement de la riziculture et de l'élevage de crevettes et en outre, depuis le début des années 1970, cet habitat est également menacé par la baisse des précipitations dans la région, ce qui semble lié au réchauffement climatique. En Guinée-Bissau, près de la moitié de la surface occupée par les mangroves il y a un siècle a été perdue en raison du développement urbain.  Au sud du Sénégal, des efforts sont faits pour replanter les mangroves.  Les zones urbaines proches des mangroves comprennent la capitale gambienne, Banjul et la capitale de la Guinée-Bissau Bissau. Les parcs nationaux de la région comprennent : 
- le parc national du delta du Saloum et le parc national de la Basse-Casamance au Sénégal
- le parc national de Niumi en Gambie
- le parc naturel des mangroves du Rio Cacheu en Guinée-Bissau.

Les habitats de mangrove sont menacés car les arbres sont coupés pour le bois d'œuvre et le bois de chauffage ou pour défricher des terres pour l'agriculture, y compris la riziculture. Seule 6 % de la surface occupée par ces mangroves est protégée.